# Kapitalverwaltungsgesellschaft
Kapitalverwaltungsgesellschaften (Abkürzung: KVG) sind im Finanzwesen Unternehmen, deren Betriebszweck in der Vermögensverwaltung von Investmentvermögen und der Ausgabe von Investmentzertifikaten besteht.

## Allgemeines
Für Anleger kommen im Wesentlichen folgende klassischen Emittentengruppen in Betracht, nämlich Kreditinstitute (Sicht-, Termin-, Spareinlagen; Sparbriefe), Staat (Staatsanleihen, Kommunalanleihen), Unternehmen (Unternehmensanleihen), Versicherer (Lebensversicherungen, Rentenversicherungen) oder Kapitalverwaltungsgesellschaften (Investmentfonds).
Früher wurden Kapitalverwaltungsgesellschaften als Kapitalanlagegesellschaften (KAG) bezeichnet. Rechtsgrundlage war § 2 Investmentgesetz, das am 22. Juli 2013 durch das Kapitalanlagegesetzbuch (KAGB) ersetzt wurde, welches auf EU-Recht beruht. Das KAGB benutzt stattdessen den Begriff Kapitalverwaltungsgesellschaft.
Kapitalverwaltungsgesellschaften besitzen eine zentrale Aufgabe bei der kollektiven Verwaltung der Investment- oder Sondervermögen, ihrem Risiko- und Portfoliomanagement sowie der Führung des Anlegerregisters. Sie dürfen mehrere Investmentfonds verwalten.

## Rechtsfragen
Nach der Systematik des § 1 Abs. 14 KAGB gehören zu den Verwaltungsgesellschaften die AIF-Verwaltungsgesellschaften und OGAW-Verwaltungsgesellschaften. AIF-Verwaltungsgesellschaften sind AIF-Kapitalverwaltungsgesellschaften, EU-AIF-Verwaltungsgesellschaften und ausländische AIF-Verwaltungsgesellschaften, während sich OGAW-Verwaltungsgesellschaften in OGAW-Kapitalverwaltungsgesellschaften und EU-OGAW-Verwaltungsgesellschaften aufteilen lassen. Gemäß der Legaldefinition des § 17 Abs. 1 KAGB müssen Kapitalverwaltungsgesellschaften ihren Geschäftssitz im Inland haben und dürfen nur inländische, EU-Investmentvermögen oder alternative Investmentfonds verwalten. Eine Verwaltung eines Investmentvermögens liegt vor, wenn mindestens die Portfolioverwaltung oder das Risikomanagement für ein oder mehrere Investmentvermögen oder Sondervermögen erbracht wird.
Zu unterscheiden ist zwischen erlaubten und lediglich registrierten Kapitalverwaltungsgesellschaften. Der Geschäftsbetrieb einer Kapitalverwaltungsgesellschaft bedarf gemäß § 20 Abs. 1 KAGB der schriftlichen Erlaubnis der BaFin. Lediglich registriert werden AIF-Kapitalverwaltungsgesellschaften, die im Verkaufsprospekt und den wesentlichen Anlegerinformationen die Anleger drucktechnisch herausgestellt an hervorgehobener Stelle darauf hinzuweisen haben, dass die AIF-Kapitalverwaltungsgesellschaft nicht über eine Erlaubnis der BaFin verfügt und daher bestimmte Anforderungen des KAGB nicht eingehalten werden müssen (§ 2 Abs. 5 Nr. 7 KAGB). Die Registrierungspflicht für AIF-Kapitalverwaltungsgesellschaften ergibt sich aus § 44 KAGB.
Die Kapitalverwaltungsgesellschaft ist gemäß § 17 Abs. 2 KAGB entweder eine externe Kapitalverwaltungsgesellschaft, die vom Investmentvermögen oder im Namen des Investmentvermögens bestellt ist und auf Grund dieser Bestellung für die Verwaltung des Investmentvermögens verantwortlich ist, oder das Investmentvermögen selbst als interne Kapitalverwaltungsgesellschaft, wenn die Rechtsform des Investmentvermögens eine interne Verwaltung zulässt und der Vorstand oder die Geschäftsführung des Investmentvermögens entscheidet, keine externe Kapitalverwaltungsgesellschaft zu bestellen. In diesem Fall wird das Investmentvermögen als Kapitalverwaltungsgesellschaft zugelassen. Externe Kapitalverwaltungsgesellschaften dürfen gemäß § 18 Abs. 1 KAGB nur in der Rechtsform der Aktiengesellschaft (AG), der Gesellschaft mit beschränkter Haftung (GmbH) oder der Kommanditgesellschaft, bei der persönlich haftender Gesellschafter ausschließlich eine Gesellschaft mit beschränkter Haftung ist (GmbH & Co. KG), betrieben werden. Organe der Kapitalverwaltungsgesellschaft sind – rechtsformabhängig – der Vorstand (AG) oder die Geschäftsführung (GmbH), Aufsichtsrat sowie Hauptversammlung (AG) oder Gesellschafterversammlung (GmbH). Vorstand/Geschäftsführung müssen auch die sich aus § 34 KAGB ergebenden Anzeigepflichten gegenüber BaFin und Bundesbank erfüllen.

## Wesentliche Anlegerinformationen
Wesentliche Anlegerinformationen sind bei Investmentzertifikaten von Investmentfonds oder Kapitalanlagegesellschaften als Emittenten dem Privatanleger vor Erteilung einer Wertpapierorder auszuhändigen. Sie enthalten eine Beschreibung des Investmentzertifikats, vor allem die Art der Fonds (Aktienfonds, Alternative Investmentfonds, Dachfonds, Ethikfonds, Filmfonds, Garantiefonds, Geldmarktfonds, Hedgefonds, Immobilienfonds, Offener Immobilienfonds, Immobilien-Spezialfonds, Indexfonds, Infrastrukturfonds, Laufzeitfonds, Medienfonds, Mischfonds, Private-Equity-Fonds, Rentenfonds, Schiffsfonds, Spezialfonds oder Waldfonds) und sollen den Anleger in die Lage versetzen, Art und Risiken des angebotenen Anlageproduktes zu verstehen und auf dieser Grundlage eine fundierte Anlageentscheidung zu treffen (§ 166 Abs. 1 KAGB). Investmentfonds oder Kapitalverwaltungsgesellschaften haben gemäß § 268 Abs. 1 KAGB für die von ihnen verwalteten geschlossenen Publikumsfonds den Verkaufsprospekt und die wesentlichen Anlegerinformationen zu erstellen. Der Mindestinhalt der wesentlichen Anlegerinformationen ergibt sich aus § 270 KAGB, die Haftung für fehlerhafte Anlegerinformationen aus § 306 Abs. 2 KAGB.

## Geschäftstätigkeit
Die Ablauforganisation einer Kapitalverwaltungsgesellschaft besteht vor allem aus Fondsmanagement, Risikocontrolling, Vertrieb und Verwaltung. Während das Fondsmanagement Anlageentscheidungen (englisch bond-/stock selection) auf der Grundlage der Anlagestrategie trifft und die Asset Allocation vornimmt, befasst sich das – hiervon durch Funktionstrennung getrennt organisierte – Risikocontrolling mit der Messung und Überwachung der Risikopositionen und der Finanzanalyse des mit ihnen verbundenen Verlustpotentials. Der Vertrieb sorgt mit dem Verkauf der Investmentzertifikate beispielsweise über Kreditinstitute für die Refinanzierung des Investment- oder Sondervermögens. Die Verwaltung sorgt für die Erfüllung der administrativen Aufgaben der Gesellschaft, sie übernimmt jedoch nicht die Vermögensverwaltung des Investment- oder Sondervermögens. Die Kapitalverwaltungsgesellschaften dürfen ihr Investment- oder Sondervermögen nicht selbst verwahren und verwalten, sondern müssen einer Verwahrstelle einen Auftrag zur Verwahrung und Verwaltung erteilen (OGAW: § 68 KAGB, alternative Investmentfonds: § 80 KAGB, Immobilien: § 241 KAGB).

## Rechnungslegung
Rechtsgrundlage für die Rechnungslegung der Kapitalverwaltungsgesellschaften ist die Kapitalanlage-Rechnungslegungs- und -Bewertungsverordnung (KARBV). Nach § 7 KARBV besteht der Jahresbericht aus Tätigkeitsbericht (§ 8 KARBV), Vermögensübersicht (§ 9 KARBV), Vermögensaufstellung unter Angabe der einzelnen Vermögensgegenstände, bei Wertpapieren unter Angabe der Wertpapierkennnummer (WKN) oder der Internationalen Wertpapieridentifikationsnummer (ISIN; § 10 KARBV), Ertrags- und Aufwandsrechnung (§ 11 KARBV), Verwendungs- und Entwicklungsrechnung (§ 12 KARBV, § 13 KARBV) und weiteren Angaben. Für die Gliederung der Bilanz und Gewinn- und Verlustrechnung gibt es Sondervorschriften in den §§ 21 KARBV und § 22 KARBV. Die Bewertung des Investment- oder Sondervermögens findet durch die Verwahrstelle unter Mitwirkung der Kapitalverwaltungsgesellschaft statt (§ 26 KARBV), wobei die Kapitalverwaltungsgesellschaft die von der Verwahrstelle ermittelten Wertansätze für Vermögensgegenstände in geeigneter Weise auf Plausibilität zu prüfen und darauf hinzuwirken hat, dass Auffälligkeiten geklärt werden.